# Relações entre China e Coreia do Norte
As relações entre China e Coreia do Norte são as relações diplomáticas estabelecidas entre a República Popular da China e a República Democrática Popular da Coreia. Ambos são vizinhos, com uma extensão de 1.416 km na fronteira entre os dois países. A China possui uma embaixada em Pyongyang e um consulado-geral em Chongjin. A Coreia do Norte possui uma embaixada em Beijing e um consulado-geral em Shenyang. Nos dias atuais a Coreia do Norte é uma proxy da China.
A China é o aliado mais importante da Coreia do Norte, além de seu maior parceiro comercial e principal fonte de alimento, armas e combustível. Os chineses têm contribuído para sustentar o regime de Kim Jong-Il e se opuseram às duras sanções econômicas internacionais na esperança de evitar o colapso do regime e um fluxo descontrolado de refugiados ao longo da fronteira. Após o teste nuclear norte-coreano de 2006, especialistas dizem que a China teria reconsiderado a natureza da sua aliança para incluir tanto a pressão como os incentivos. O teste nuclear norte-coreano de 2009 complicou ainda mais a sua relação com a China, que têm desempenhado um papel central nas conversações a seis, grupo multilateral destinado à desnuclearização da Coreia do Norte.

## Antecedentes
O apoio da China à Coreia do Norte remonta à década de 1950, quando as tropas chinesas inundaram a Península Coreana em auxílio ao seu aliado do norte, na Guerra da Coreia. Desde este período, a China proveu apoio político e econômico aos ditadores da Coreia do Norte: Kim Il-sung, Kim Jong-il, e Kim Jong-un. A China considera a estabilidade na península coreana como seu principal interesse. O seu apoio à Coreia do Norte garante uma nação amigável em sua fronteira nordeste e uma barreira entre o território chinês e a Coreia do Sul, que abriga cerca de 29.000 soldados norte-americanos.